# Chiarina (araldica)

Chiarina araldica

La chiarina (in inglese clarion, o anche rest o sufflue) è una figura araldica poco comune, di origine e significato incerti. Proviene dall'Inghilterra ed è ancora in gran parte esclusiva di quel paese, anche se è presente in altre nazioni anglofone. Nell'araldica canadese è segno di brisura della nona figlia.
Si dice generalmente che rappresenti uno strumento a fiato come un flauto di Pan o un flauto, ma non assomiglia alla chiarina propriamente detta. Può anche essere intesa come una spinetta o uno strumento a tastiera visto dall'alto. In alternativa si dice che rappresenti una resta, l'uncino metallico utilizzato dai cavalieri medievali per sostenere la lancia durante le giostre. John Guillim nel suo Display of Heraldry (1610) e Marc'Antonio Ginanni (1756) suggeriscono che potrebbe trattarsi di un timone.
Tre chiarine (clarions) sono armi parlanti nello stemma della famiglia de Clare, Conti di Gloucester e signori di Grenville.

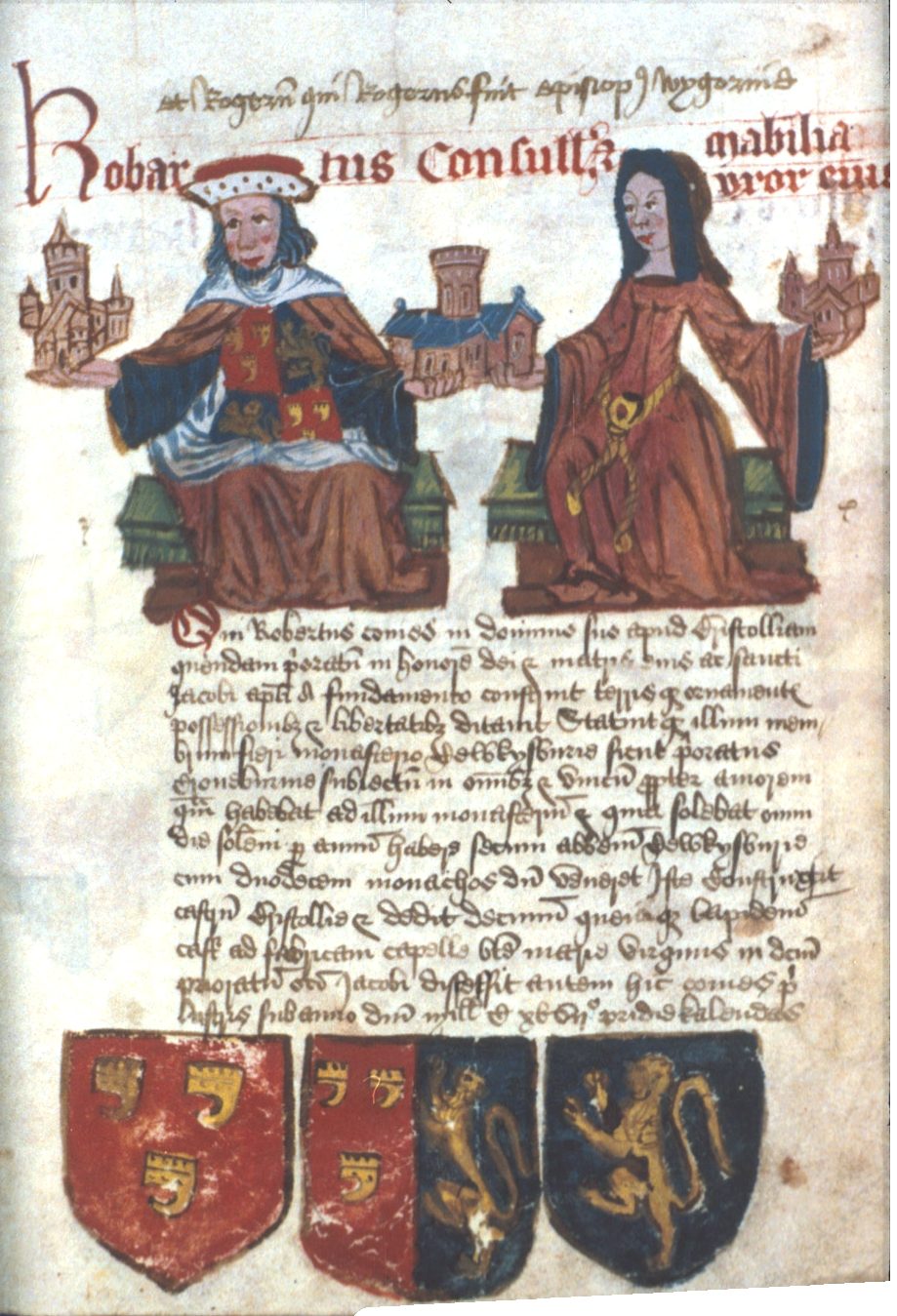
Di rosso, a tre chiarine d'oro, stemma di Robert di Gloucester (1090 ca.-1147) nel Tewkesbury Abbey Founders Book (XVI sec.)
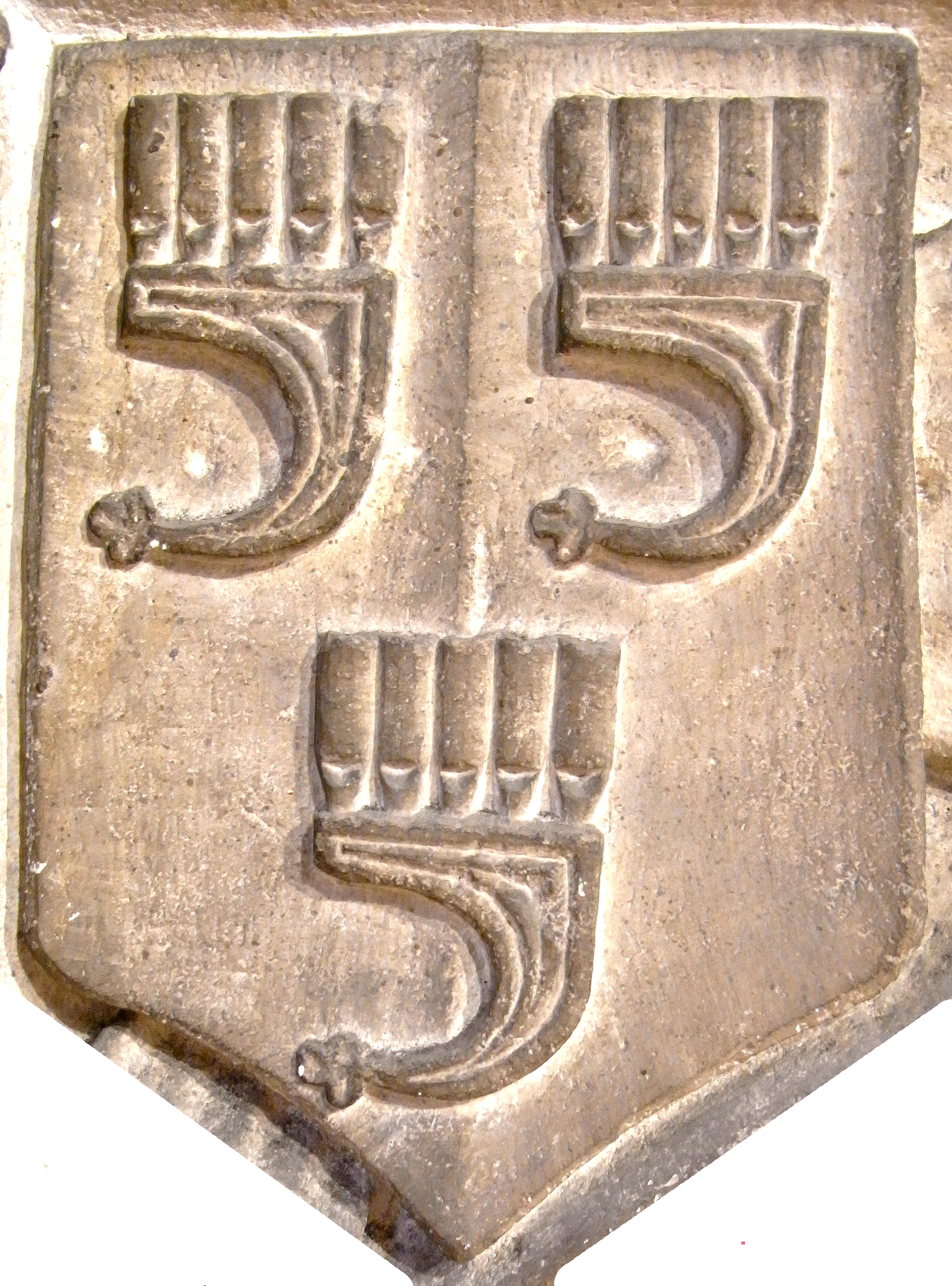
Stemma sulla tomba di Sir Thomas Grenville (morto nel 1513) nella chiesa di St Mary, a Bideford, Devon
Stemma della famiglia inglese Grenville
Stemma del presidente degli Stati Uniti Chester Arthur